# Сървайвър: Вануату
Сървайвър: Вануату (на английски: Survivor: Vanuatu), също познат като Сървайвър: Вануату – Земите на Огъня (на английски: Survivor: Vanuatu – Islands of Fire), е деветият сезон на популярното американско CBS реалити шоу „Сървайвър“. Сезонът е заснет от 28 юни 2004 г. до 5 август 2004 г., а премиерата му е на 16 септември 2004 г. Мястото е Вануату, верига вулканични острови в Тихия океан. Шоуто е водено от Джеф Пробст, като дните игра са 39. За втори път в историята участниците са 18.
Също така това е вторият сезон, който разделя племената по пол. Освен това е първият сезон, включващ човек с ампутиран крайник (Чъд Критенден, който е изгубил крака си в битка с рака) и две лесбийки (говорителката Скот Лауд Лий и настоящият модел на Плейбой Ейми Зюсак). Мъжкото племе е наречено Лопеви, като един от вулканичните острови на Вануату, а женското племе е кръстено Ясур, като планината Ясур. На 11 ден има разместване на племената – двама от едното племе вече са част от другото. На 20 ден, племената са обединени. Остават десетима участници. Обединеното племе се нарича Алинта, което според Лий означава „хора на огъня“. Победителят, Крис Даутъри спечелва след победа над Туила Танър с 5 – 2.
Ейми Зюсак и Елайза Орлинс се завръщат в Сървайвър: Микронезия, като членове на племето на звездите, където се класират на 11-о и 10-о място.
|  | Тази страница частично или изцяло представлява превод на страницата Survivor: Vanuatu в Уикипедия на английски. Оригиналният текст, както и този превод, са защитени от Лиценза „Криейтив Комънс – Признание – Споделяне на споделеното“, а за съдържание, създадено преди юни 2009 година – от Лиценза за свободна документация на ГНУ. Прегледайте историята на редакциите на оригиналната страница, както и на преводната страница, за да видите списъка на съавторите. ВАЖНО: Този шаблон се отнася единствено до авторските права върху съдържанието на статията. Добавянето му не отменя изискването да се посочват конкретни източници на твърденията, които да бъдат благонадеждни. |